# Karczmisko (powiat iławski)
Karczmisko (niem. Kraggen Krug lub Kraggenkrug)  – uroczysko - dawna miejscowość,  w województwie warmińsko-mazurskim, w powiecie iławskim, w gminie Zalewo.
Dawniej przysiółek w woj. warmińsko-mazurskim, w gminie Zalewo (powiat iławski).
W roku 1973, jako niezamieszkany przysiółek, Karczmisko należało do powiatu morąskiego, gmina Zalewo, poczta Boreczno.

## Obecnie
W portalu Meyersgaz.org występuje pod nazwą Kraggenkrug bez dokładnej lokalizacji, na mapie w początku XX w zabudowania opisuje nazwa Kraggen Krug.
Nazwa występuje w zestawieniu obiektów fizjograficznych PRNG jako uroczysko - dawna miejscowość. Miejsce leży w obrębie ewidencyjnym wsi Duba w pobliżu gdzie kanał Iławski łączy jezioro Jeziorak z jeziorem Dauby. Na zdjęciach satelitarnych w miejscu tym widać jakiś nowy obiekt turystyczny z dużym parkingiem.